# Бенкё, Хенрик
Хенрик Бенкё (венг. Benkő Henrik, нем. Heinrich Benkö; 16 марта 1858, Кёрменд — 29 апреля 1918, Цюрих) — венгерский дирижёр и композитор еврейского происхождения. Дед Золтана Бенкё.
С 1865 г. вместе с семьёй переехал в Будапешт. В 1873—1878 гг. учился в Венской консерватории у Йозефа Хельмесбергера (скрипка); занимался также контрапунктом у Антона Брукнера.
По окончании консерватории на несколько лет задержался в Вене, в 1882 г. вернулся в Будапешт и поступил в оркестр Национального театра, после открытия в 1884 г. Будапештской оперы некоторое время играл в её оркестре на альте. В 1887—1910 гг. один из капельмейстеров оперного театра, занимался преимущественно балетным репертуаром. Одновременно в 1884—1902 гг. преподавал гармонию в музыкальном училище, опубликовал учебник гармонии (венг. Összhangzattan; 1886, второе издание 1898). В 1907 г. выступил в качестве пианиста при записи четырёх оперных арий в исполнении Михая Такаца и Эржи Шандор. После 1910 г. работал в Швейцарии.
Автор струнных квартетов, скрипичных сонат, оркестровых пьес, песен.